# Пабло Паласуело

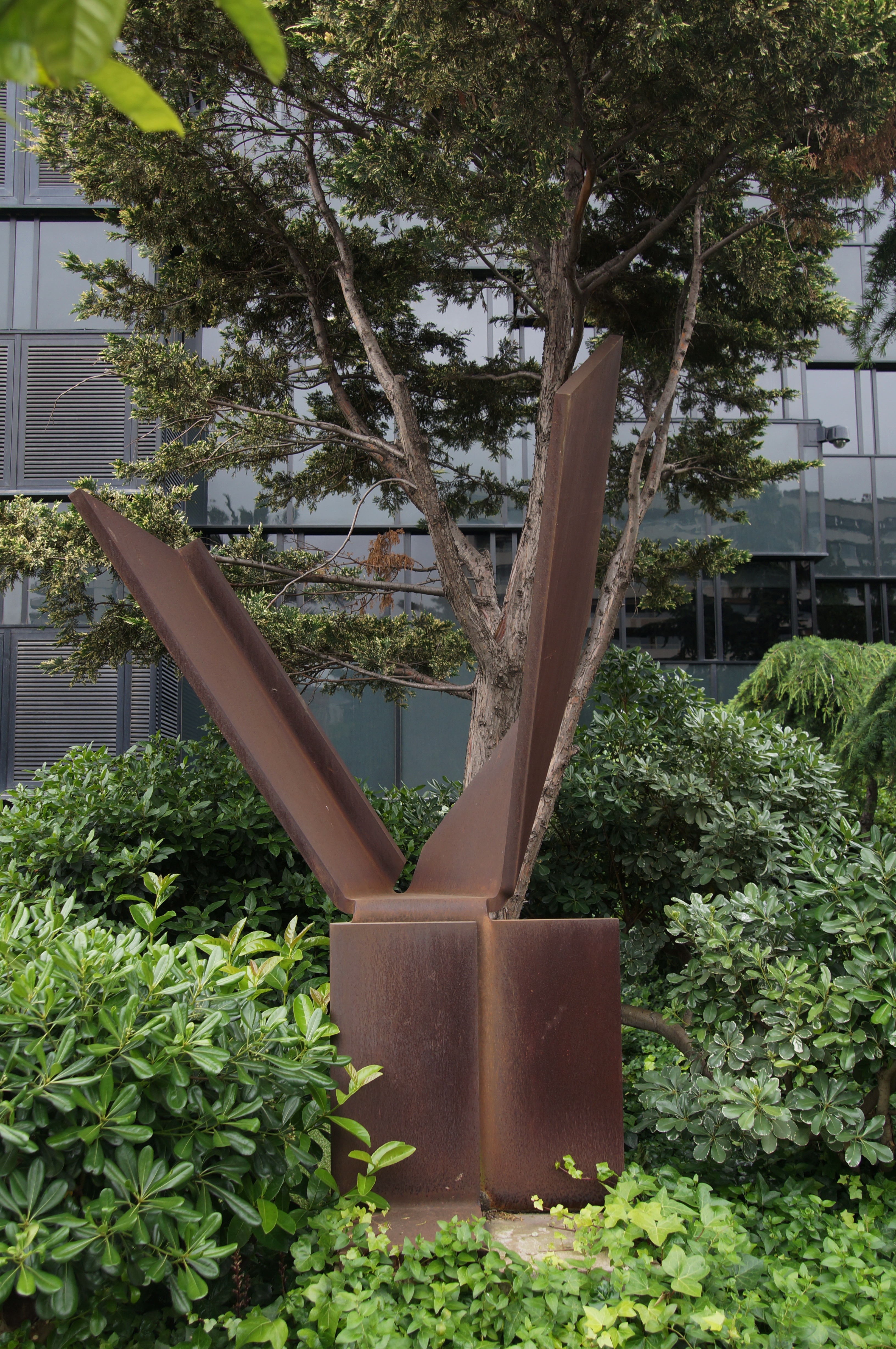
«Червневі дні V» (1990), проспект Діагональ, 621, Барселона

Па́бло Паласуе́ло де ла Пе́нья (ісп. Pablo Palazuelo de la Peña; 6 жовтня 1916, Мадрид — 3 жовтня 2007, там само) — іспанський скульптор.
У віці 15 років створив «Створення абстракції» з групою друзів, яка тяготіла до нефігуративного мистецтва. Перші твори датуються 1939 роком, які були створені під впливом Пауля Клее. 
Вивчав архітектуру в Мадриді і Оксфорді, пізніше оселився в Парижі, де подружився Едуардо Чільїдою. Повернувся до Іспанії в 1969 році, оселився в Естремадурі. Його абстрактні скульптури мають різні геометричні форми.
У 1982 році нагороджений медаллю з витончених мистецтв. У 1999 році удостоєний Національної премії з пластичного мистецтва. Твори знаходяться в основному в Іспанії, Швейцарії, Франції, США та ін.